# Canton de Villers-Bocage (Calvados)
Pour les articles homonymes, voir Canton de Villers-Bocage.
Le canton de Villers-Bocage est une ancienne division administrative française située dans le département du Calvados et la région Basse-Normandie.

## Géographie
Ce canton était organisé autour de Villers-Bocage dans l'arrondissement de Caen. Son altitude variait de 47 m (Missy) à 334 m (Campandré-Valcongrain) pour une altitude moyenne de 150 m.

## Représentation

### Conseillers généraux de 1833 à 2015
De 1833 à 1848, les cantons de Villers et d'Évrecy avaient le même conseiller général. Le nombre de conseillers généraux était limité à 30 par département.
| Période | Période          | Identité                            | Étiquette                     | Qualité                                                                                       |
| ------- | ---------------- | ----------------------------------- | ----------------------------- | --------------------------------------------------------------------------------------------- |
| 1833    | 1848             | Thomas Félix Le Brethon             |                               | Maire d'Évrecy                                                                                |
| 1848    | 1852             | Emmanuel Louis d'Orceau de Fontette | Majorité gouvernementale      | Propriétaire à Paris et à Monts-en-Bessin, ancien député (1842-1846)                          |
| 1852    | 1861             | Comte Louis de Chazot               |                               | Propriétaire, maire de Missy                                                                  |
| 1861    | 1864             | Léopold-Hippolyte Daufresne         |                               | Notaire honoraire, adjoint au maire de Caen                                                   |
| 1864    | 1878 (démission) | Paul Rousselin                      |                               | Maire de Tournay-sur-Odon                                                                     |
| 1878    | 1895 (décès)     | Auguste Féron (1826-1895)           | Droite                        | Propriétaire, maire de Villers-Bocage, régisseur du duc de Vicence                            |
| 1895    | 1900 (démission) | Charles Benoit (1826-1903)          | Républicain                   | Négociant en nouveautés et en tissu à Caen                                                    |
| 1900    | 1938 (décès)     | Armand Bellissent                   | RG                            | Agriculteur, maire de Parfouru-sur-Odon, conseiller d'arrondissement                          |
| 1938    | 1940             | Albert Vallée                       | RG                            | Conseiller municipal de Villers-Bocage                                                        |
|         |                  |                                     |                               |                                                                                               |
| 1943    | 1945             | Joseph Huet                         | Droite                        | Conseiller d'arrondissement, maire de Monts-en-Bessin, nommé conseiller départemental en 1943 |
|         |                  |                                     |                               |                                                                                               |
| 1945    | 1988             | Jean Lévêque                        | RPF puis RS puis UDR puis RPR | Notaire Maire de Villers-Bocage (1947-1965), suppléant du député André Halbout (1962-1967)    |
| 1988    | 1994             | Stanislas de Clermont-Tonnerre      | DVD                           | Agriculteur Maire de Villers-Bocage (1965-1992)                                               |
| 1994    | 2008             | Xavier Lebrun                       | DVD                           | Agent d'assurance Maire de Villers-Bocage (1992-2014), président de Villers-Bocage Intercom   |
| 2008    | 2015             | Marie-Odile Marie                   | SE puis MoDem                 | Directrice de société, ancienne adjointe au maire de Villers-Bocage                           |

Le canton participait à l'élection du député de la sixième circonscription du Calvados.

### Conseillers d'arrondissement (de 1833 à 1940)
| Période                                  | Période          | Identité                             | Étiquette               | Qualité |
| ---------------------------------------- | ---------------- | ------------------------------------ | ----------------------- | --- |
| 1833                                     | 1839             | Georges Simon                        |                         | Avocat, conseiller municipal de Caen                                                                        |
| 1839                                     | 1845             | Jean-Baptiste Hauttement (1787-1852) |                         | Notaire à Noyers, propriétaire à Villy                                                                      |
| 1845                                     | 1848             | Constantin Pierre Féron (1797-1857)  |                         | Médecin, propriétaire, maire de Villers-Bocage                                                              |
| 1848                                     | 1855             | Louis Julien Cyprien Saillenfest     |                         | Propriétaire, agent d'affaires, maire de Villers-Bocage                                                     |
| 1855                                     | 1858 (décès)     | Martial Ernest Cordier (1819-1858)   |                         | Notaire à Banneville-sur-Ajon                                                                               |
| 1858                                     | 1864             | Auguste Pierre Féron                 |                         | Maire de Villers-Bocage                                                                                     |
| 1864                                     | 1884             | Alfred-Nestor Hauttement             |                         | Notaire à Noyers-Bocage                                                                                     |
| 1884                                     | 1892             | Charles Désiré Lhomme                |                         | Maire de Villers-Bocage                                                                                     |
| 1892                                     | 1896 (décès)     | Achille Michel Tallevast (1831-1896) |                         | Lieutenant de vaisseau, maire de Tournay-sur-Odon                                                           |
| 1896                                     | 1900 (démission) | Armand Bellissent                    | RG                      | Agriculteur, maire de Parfouru-sur-Odon                                                                     |
| 1900                                     | 1919             | Émile Achille Samson (1859-1923)     | Radical                 | Cultivateur, maire de Villers-Bocage                                                                        |
| 1919                                     | 1937 (décès)     | Louis Huet                           | URD                     | Éleveur à Villers-Bocage                                                                                    |
| 1937                                     | 1940             | Joseph Huet (neveu du précédent)     | Républicain indépendant | Maire de Monts-en-Bessin                                                                                    |
| 1940                                     |                  |                                      |                         | Les conseils d'arrondissement ont été suspendus par la loi du 12 octobre 1940 et n'ont jamais été réactivés |
| Les données manquantes sont à compléter. |                  |                                      |                         | |

## Composition

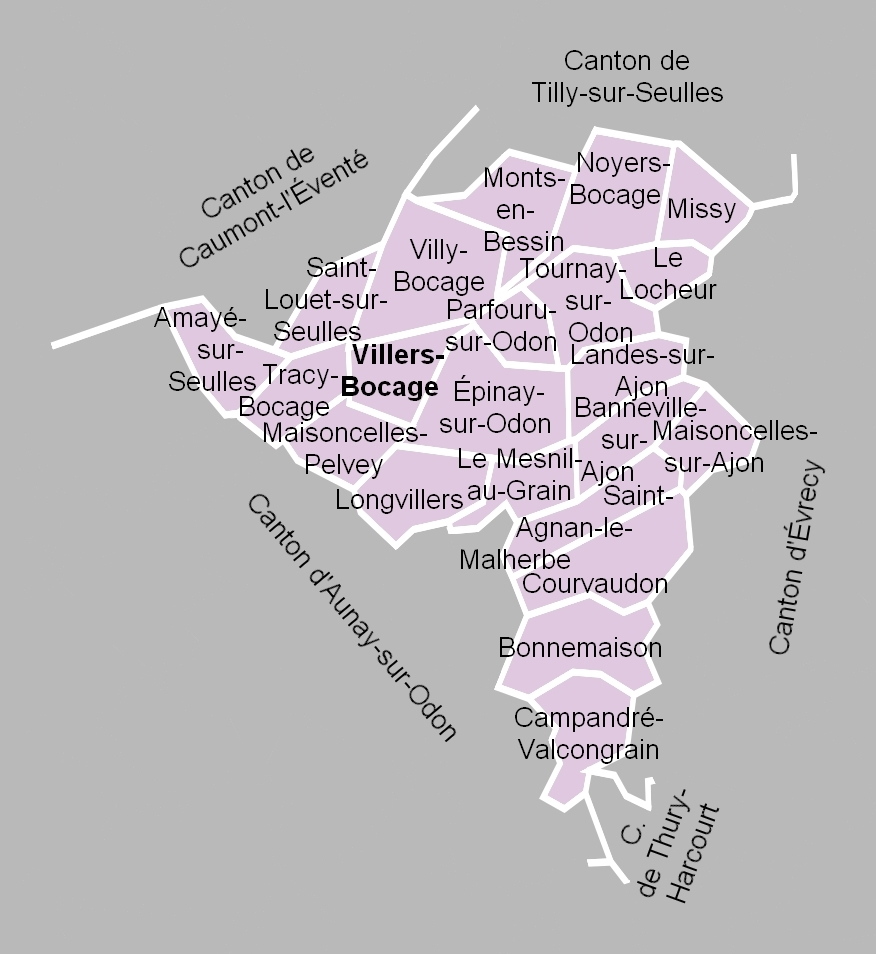
La carte des communes du canton. Les cantons limitrophes étaient ceux de Caumont-l'Éventé, de Tilly-sur-Seulles, d'Évrecy, de Thury-Harcourt et d'Aunay-sur-Odon.

Le canton de Villers-Bocage comptait 10 613 habitants en 2012 (population municipale et regroupait vingt-deux communes :
- Amayé-sur-Seulles ;
- Banneville-sur-Ajon ;
- Bonnemaison ;
- Campandré-Valcongrain ;
- Courvaudon ;
- Épinay-sur-Odon ;
- Landes-sur-Ajon ;
- Le Locheur ;
- Longvillers ;
- Maisoncelles-Pelvey ;
- Maisoncelles-sur-Ajon ;
- Le Mesnil-au-Grain ;
- Missy ;
- Monts-en-Bessin ;
- Noyers-Bocage ;
- Parfouru-sur-Odon ;
- Saint-Agnan-le-Malherbe ;
- Saint-Louet-sur-Seulles ;
- Tournay-sur-Odon ;
- Tracy-Bocage ;
- Villers-Bocage ;
- Villy-Bocage.

À la suite du redécoupage des cantons pour 2015, toutes les communes sont rattachées au canton d'Aunay-sur-Odon.

### Anciennes communes
Les anciennes communes suivantes étaient incluses dans le canton de Villers-Bocage :
- Arry, absorbée en 1832 par Le Locheur.
- Valcongrain, absorbée en 1835 par Campandré. La commune prend alors le nom de Campandré-Valcongrain.

## Démographie
| 1962  | 1968  | 1975  | 1982  | 1990  | 1999  | 2006   | 2011   | 2012   |
| ----- | ----- | ----- | ----- | ----- | ----- | ------ | ------ | ------ |
| 6 592 | 6 598 | 6 851 | 8 013 | 8 913 | 9 266 | 10 068 | 10 531 | 10 613 |